# Kasatkia seigeli
Kasatkia seigeli is een straalvinnige vissensoort uit de familie van de stekelruggen (Stichaeidae). De wetenschappelijke naam van de soort is voor het eerst geldig gepubliceerd in 1999 door Posner & Lavenberg.